# Strumaria perryae
Strumaria perryae là một loài thực vật có hoa trong họ Amaryllidaceae. Loài này được Snijman miêu tả khoa học đầu tiên năm 1992.